# KZ-Außenlager Obertraubling
Das KZ-Außenlager Obertraubling wurde als Außenlager des Konzentrationslagers Flossenbürg in der Gemeinde Obertraubling, einem Vorort von Regensburg, auf dem Werksgelände der Messerschmitt AG errichtet. Es bestand vom 20. Februar bis 16. April 1945 und fasste rund 600 KZ-Häftlinge, etwa die Hälfte der Gefangenen waren als Juden verfolgte Personen.  Unmittelbar nach dem Krieg wurde das Areal als Notunterkunft für deutsche Flüchtlinge und Vertriebene genutzt. Im Jahr 1951 entstand die Ortschaft Neutraubling auf dem ehemaligen Gelände des Flugzeugkonzerns.

## Geschichte

### Fliegerhorst und Messerschmitt-Werke Obertraubling
Im Kontext des Obertraublinger Konzentrationslagers stehen der dortige Fliegerhorst und die Messerschmitt-Werke, deren Entstehungsgeschichte hier kurz erwähnt wird.
Im Regensburger Stadtteil Prüfening existierte seit Mitte der 1920er Jahre ein unrentabler städtischer Verkehrsflugplatz. Mitte der 1930er Jahre gab es Planungen des Reichsluftfahrtministeriums, die Anlage in einen militärischen Fliegerhorst umzuwandeln und dort eine Bombergruppe der Luftwaffe zu stationieren. Die Luftwaffe kam jedoch nicht zum Zuge, da die Bayerische Flugzeugwerke AG das Gelände im Juni 1937 längerfristig pachtete und dort die Werkstätten der 1936 gegründeten Messerschmitt GmbH mit Sitz in Regensburg errichten ließ.
Die Planungen der Luftwaffe für einen Militärstützpunkt bzw. einen Fliegerhorst konzentrierten sich daraufhin auf das Feuchtwiesengebiet nordöstlich von Obertraubling, im heutigen Neutraubling, etwa zwölf Kilometer von Regensburg entfernt. Die als Geheime Reichssache eingestuften Arbeiten am Flugfeld begannen 1937, und im Sommer 1938 wurde das Richtfest für das Hauptgebäude gefeiert. Auf dem rund 250 Hektar großen Areal wurde daraufhin im Herbst 1938 eine Fliegerhorst-Kompanie stationiert, wozu die dafür notwendigen Ausbildungen auch in Obertraubling stattfanden.
Um die kriegswichtige Produktion des Messerschmitt-Konzerns nach dem Überfall auf Polen nochmals zu steigern, wurde auf dem Gelände des Fliegerhorstes Obertraubling Ende 1940 eine weitere Produktionsstätte aufgebaut und das Areal als Werkflugplatz genutzt. Die vormals dort stationierte Kompanie wurde verlegt.

### Zwangsarbeiterlager Messerschmitt

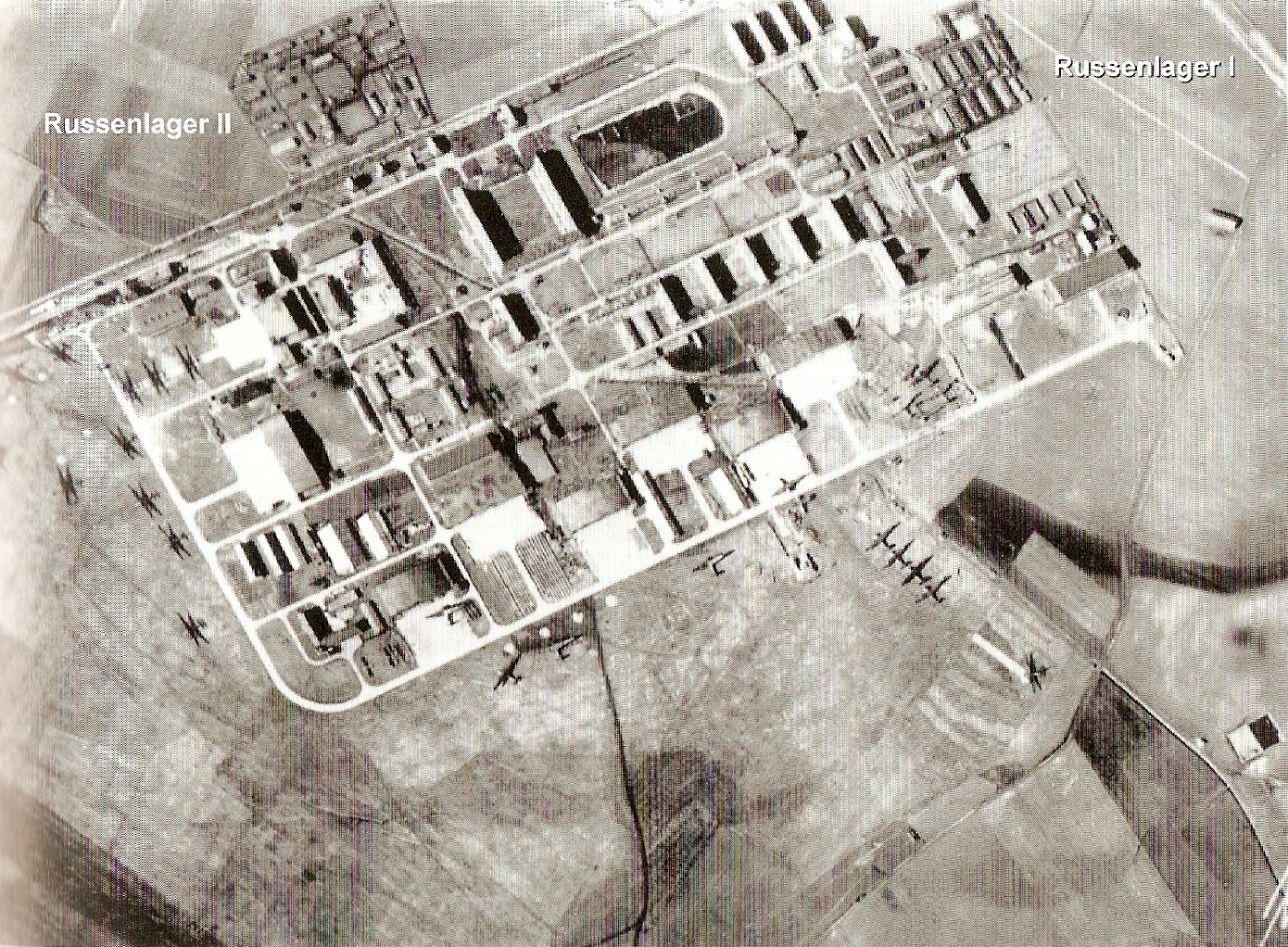
Luftbild der Messerschmitt-Werke von Sommer 1943

Für den Aufbau dieser Werkstätten wurden anfangs 2200 deutsche Soldaten der Strafkompanie aus Grafenwöhr herangezogen. In der Folge wurde diese durch sogenannte Ostarbeiter und hauptsächlich durch sowjetische Kriegsgefangene (Offiziere) ersetzt. Zu deren Unterbringung errichtete man auf bzw. gleich neben dem Werksgelände zwei so genannte „Russenlager“. Insgesamt mussten dort etwa 2750 Gefangene unter miserablen Bedingungen leben und in der Flugzeugproduktion Zwangsarbeit leisten. Von Januar 1941 bis Ende 1943 wurden auf dem Gelände großräumige Transportflugzeuge (die sogenannten Messerschmitt-Giganten), wie die Me 321 und Me 323, produziert. Nachdem das Werk Anfang 1942 unter die Verwaltung der Regensburger Messerschmitt GmbH gestellt wurde, fertigte man in Obertraubling in großen Stückzahlen u. a. die Kampfflugzeuge Messerschmitt Bf 109 (seit August 1943) und Me 262 (seit Januar 1944), so dass mit den Standorten Regensburg und Obertraubling ein „Schwerpunkt der deutschen Jagdflugzeugproduktion“ entstand. Zur Aufrechterhaltung der Logistik dieses Rüstungszentrums wurde in Regensburg das letzte Außenkommando des Konzentrationslagers Flossenbürg, das KZ-Außenlager Colosseum, eingerichtet.

### Produktionsverlagerungen ins KZ Flossenbürg, die Waldwerke

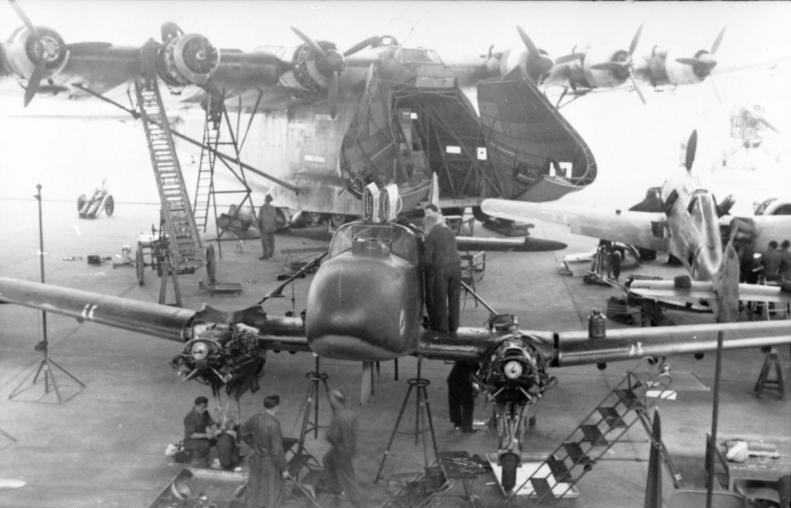
Wartung diverser Flugzeuge u. a. einer Me 323 (wahrscheinlich in Obertraubling 1944)

Im weiteren Kriegsverlauf und zur erneuten Steigerung der Produktionszahlen wurden tausendfach KZ-Häftlinge zur Produktion von Messerschmitt-Flugzeugen gezwungen. Nach der Bombardierung der Regensburger Werke im August 1943 verlagerte man beispielsweise die Produktion von bestimmten Einzelteilen der Jagdflugzeuge Bf 109 direkt ins KZ Flossenbürg.
Mit der anhaltenden systematischen Bombardierung der Messerschmitt-Werke durch alliierte Verbände wurden die Produktionsstätten systematisch dezentralisiert und in getarnte "Waldwerke" verlegt. Das Obertraublinger Werk mit seinem ausreichend großen Flugfeld wurde in diesem Zusammenhang stark aufgewertet und „als logistischer Hauptstützpunkt beibehalten“, da man dort die Endmontage und den Einflug der Jagdflugzeuge, d. h. die Tests zur Inbetriebnahme, vornehmen konnte.

### Februar 1945
Da aber auch diese Produktionsstätten seit Februar 1944 Ziel alliierter Bombardements waren, so z. B. in großem Umfang am 16. Februar 1945, stellt die dortige Einrichtung eines weiteren KZ-Außenkommandos (20. Februar) zur Beseitigung der Bombardierungsschäden einen der letzten Versuche dar, den strategisch bedeutsamen Messerschmitt-Standort in Obertraubling zu erhalten.

## Das Außenlager Obertraubling

### Errichtung des KZ-Lagers
Anfang 1945 wurden tausende KZ-Häftlinge aus bereits aufgelösten Konzentrationslagern in Flossenbürg gesammelt und ca. 600 davon zum neu gegründeten Obertraublinger Außenkommando weiter transportiert. Ihr gesundheitlicher Zustand war sehr schlecht, viele waren nicht arbeitsfähig oder völlig entkräftet. Die größte Gruppe unter den Gefangenen waren Polen (191 als Juden verfolgte Personen und 27 nicht-jüdische), gefolgt von Tschechen (102 nicht-jüdische und 8 so genannte jüdische Häftlinge), 47 Kroaten, Franzosen (davon 21 als Juden verfolgte Personen und 14 nicht-jüdische) und aus neun weiteren Nationalitäten.

Die Gefangenen wurden im sogenannten Casinobau untergebracht, der Anfang der 1940er Jahre für dort stationierte Offiziere errichtet aber nicht fertiggestellt worden war. Es handelte sich hierbei um einen zweistöckigen Rohbau, ohne Fenster, Dach und Türen.
Schon in den ersten Tagen nach der Ankunft der Häftlinge trat Ruhr, Typhus und Fleckfieber auf. Die Ernährungslage war so desolat, dass Häftlinge beispielsweise versuchten, Zahngold gegen (mehr) Essen einzutauschen.
Bereits Ende März 1945 weist die "Stärkeliste" des Kommandos nur noch 484 Gefangene auf, was eine Sterberate von fast 20 % in etwa fünf Wochen bedeutet. Die Toten wurden auf dem Gelände in Massengräbern verscharrt.

### Hauptaufgabe: Bau und Reparatur der bombardierten Landebahn
Die Hauptaufgabe der Häftlinge bestand darin, die Bombardierungsschäden auf dem werkseigenen Flugplatz des Messerschmitt-Geländes zu beseitigen. Neben den Ausbesserungs- und Erweiterungsarbeiten an bestehenden Flugbahnen wurden die Häftlinge zur Errichtung einer neuen, betonierten Startbahn herangezogen. Eine solche wäre u. a. für die witterungsunabhängige Inbetriebnahme der Jagdflugzeuge dringend nötig gewesen, sie wurde aber bis Kriegsende nicht mehr fertiggestellt.

## Die Auflösung des Konzentrationslagers und der Todesmarsch
Am 16. April 1945 wurde das Außenkommando Obertraubling von der SS aufgelöst. Marschunfähige und Kranke brachten sie per Lastwagen ins Konzentrationslager Dachau. Die Anderen mussten sich zu Fuß auf den Weg dorthin begeben. Laut Bericht eines Überlebenden sind nur ca. 25 Personen dieses Todesmarsches lebend in Dachau angekommen.

## Verfahren gegen Wachmänner
Dem Außenkommando gehörten anfangs 50 SS-Wachmänner an, welche die teilweise aus anderen "evakuierten" Lagern stammenden Gefangenen nach Obertraubling begleiteten. Die SS-Wachmannschaft wurde im März durch elf weitere SS-Männer unter der Führung von SS-Oberscharführer Johann Patron verstärkt. Kommandoführer war SS-Hauptscharführer Cornelius Schwanner, der seit September 1939 dem Wachdienst in Flossenbürg angehörte und ab November 1943 bis zu seiner Versetzung nach Obertraubling das Außenlager Johanngeorgenstadt führte. Schwanner wurde im Flossenbürg-Hauptprozess von 1947 wegen Kriegsverbrechen zum Tode verurteilt und deshalb hingerichtet. Er bestritt bis zuletzt, an den Misshandlungen und der Tötung von Häftlingen beteiligt bzw. für die miserablen Zuständen in Obertraubling verantwortlich gewesen zu sein.
Wegen Tötung und Misshandlung (teilweise mit Todesfolge) vieler jüdischer Häftlinge verhandelte auch das Landgericht Bremen gegen Obertraublinger „Haftstättenpersonal“. Im November 1953 wurden folgende Personen schuldig gesprochen: Helmrich Heilmann (6 Jahre Haftstrafe), Joseph Kierspel (lebenslänglich) und Johann Mirbeth (6 Jahre). Die Taten wurden nicht nur in Obertraubling, sondern auch im KZ-Außenlager Golleschau und während der Evakuierung der beiden Konzentrationslager verübt.

## Das Gelände in der Nachkriegszeit

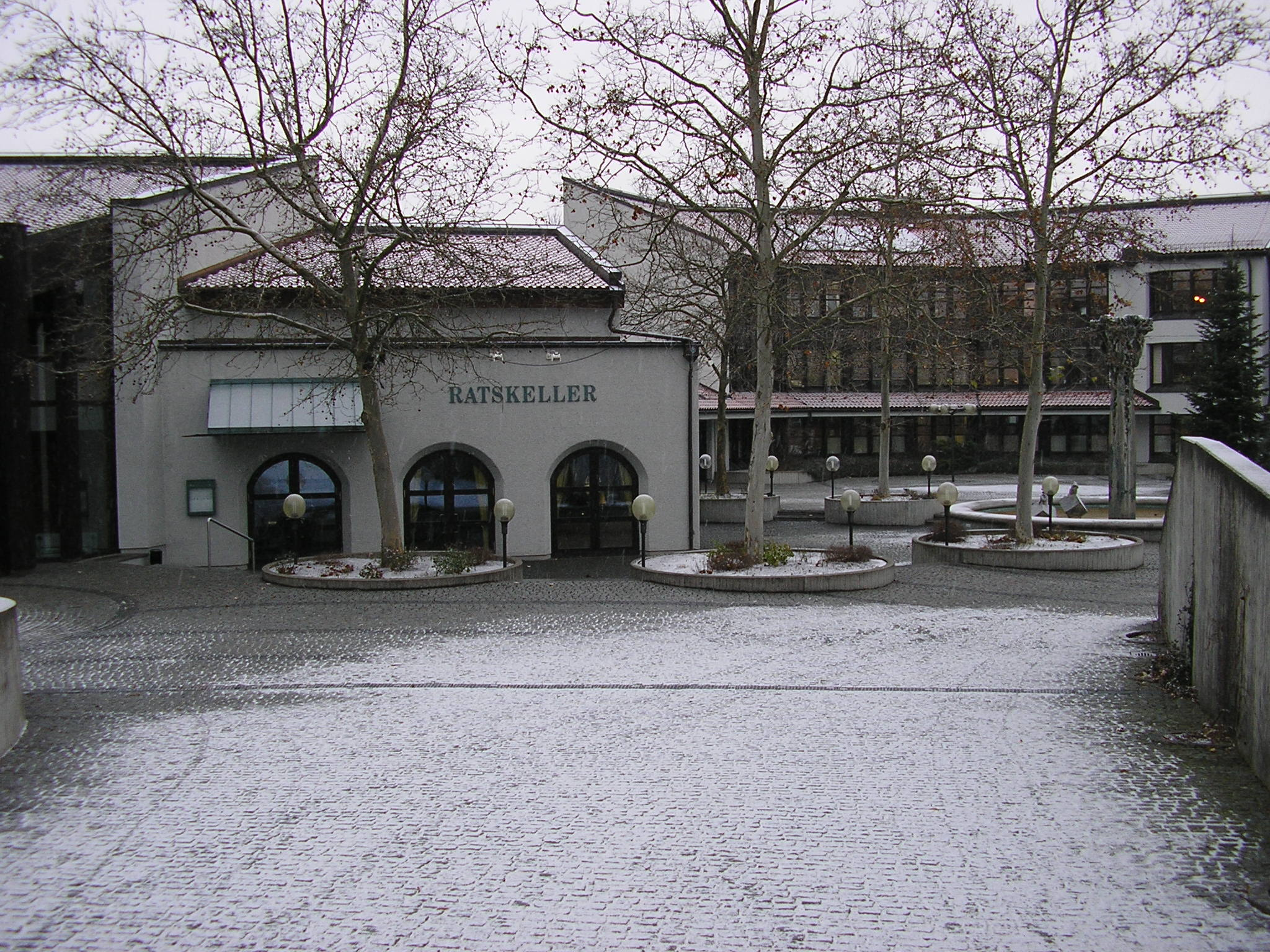
Auf dem Untergeschoss des ehemaligen Casinos wurde der Ratskeller erbaut, rechts daneben das Rathaus.

Nach der Befreiung bzw. der Besetzung des Obertraublinger Messerschmitt-Werks durch amerikanische Truppen wurde die Anlage als Truppenstützpunkt genutzt. Dem folgte im November 1946 der Abzug der US-Armee, und nach der Übergabe an die deutschen Behörden wandelte man diese Unterkünfte in ein Auffanglager bzw. in eine Siedlung für Vertriebene und deutsche Flüchtlinge um. 1951 wurde nach einem Beschluss der an das Werksgelände angrenzenden Gemeinde der Ort Neutraubling gegründet.
Das ehemalige Messerschmitt-Gelände stellt heute das Zentrum Neutraublings dar, es wird in etwa von den folgenden Straßen eingegrenzt: im Westen die Walhallastraße (damals wie heute die Zufahrt von Obertraubling kommend), im Osten die Neudeker Straße und die Bayerwaldstraße (die ehemalige provisorische Flugbahn), im südlichen Bereich die Böhmerwaldstraße und im nördlichen die Eichendorffstraße.  Das umgebaute ehemalige Häftlings-Gebäude, das so genannte Casino, wird heute von einem Restaurant „Ratskeller“ genutzt, das Rathaus Neutraublings befindet sich direkt daneben.

## Gedenken

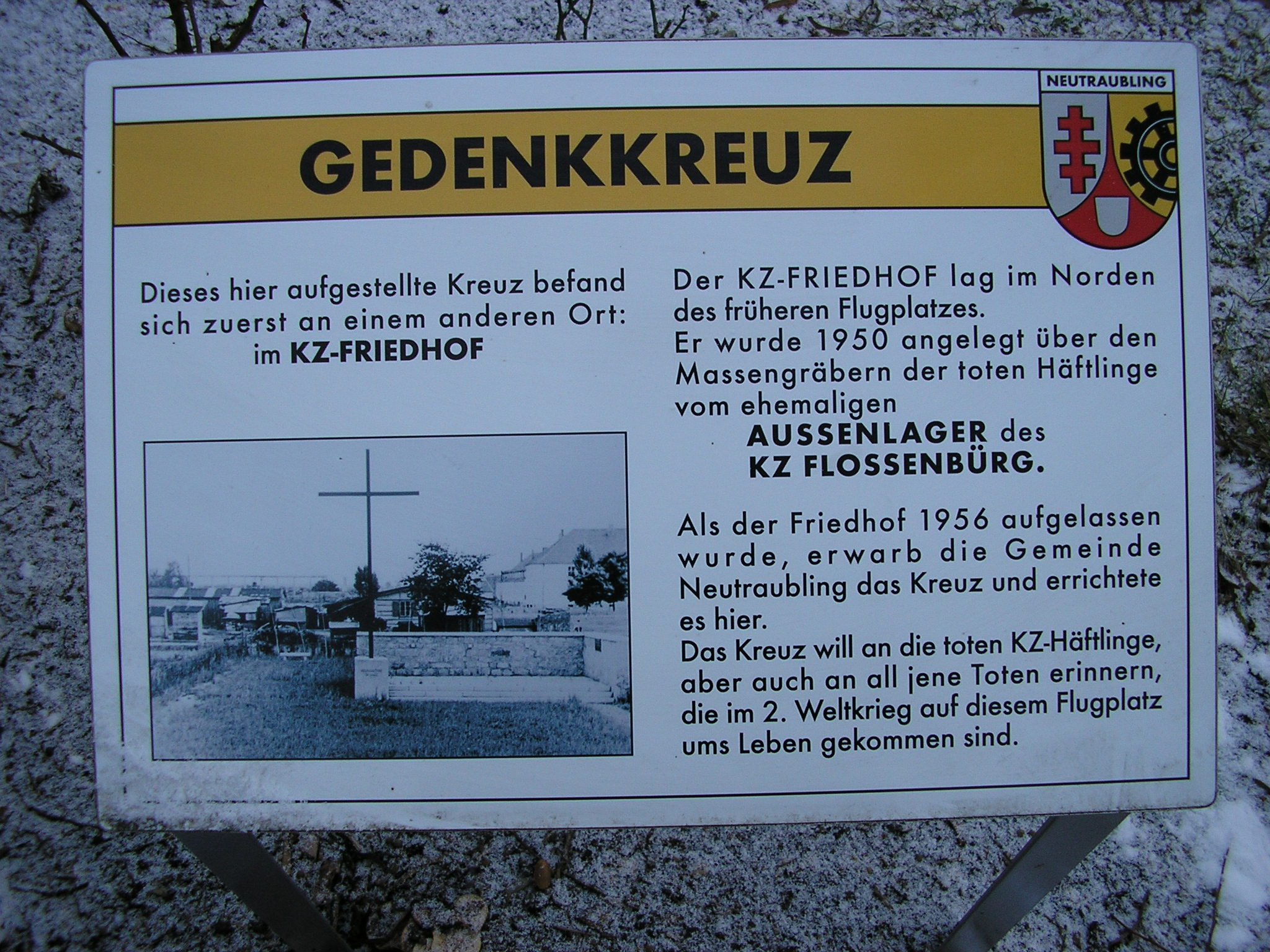
Im Jahr 2005 wurde diese Hinweistafel neben dem Kreuz angebracht.

Im Bereich der heutigen Breslauer Straße Neutraublings ließ das Bayerische Landesentschädigungsamt unter Philipp Auerbach im Jahr 1949 einen KZ-Friedhof errichten, auf dem rund 280 Leichname bestattet wurden.
Als Ehrenmal stellte man ein fünf Meter hohes Eisenkreuz auf, das die Inschrift „Requiescant in pace“, Ruhet in Frieden, trug. Bereits sechs Jahre später wurden die Gebeine exhumiert und teils in die ehemalige Heimat der Verstorbenen und teils zum KZ-Friedhof Flossenbürg in die kurz vorher angelegte Gedenkstätte umgebettet. Das Eisenkreuz verlegte man in den gemeindlichen Friedhof, ohne irgendwelche erläuternden Hinweise auf seinen Ursprung anzubringen. Der KZ-Friedhof hingegen wurde in Bauland verwandelt, da Neutraubling wie kaum eine andere bayerische Gemeinde dieser Zeit rasant anwuchs.

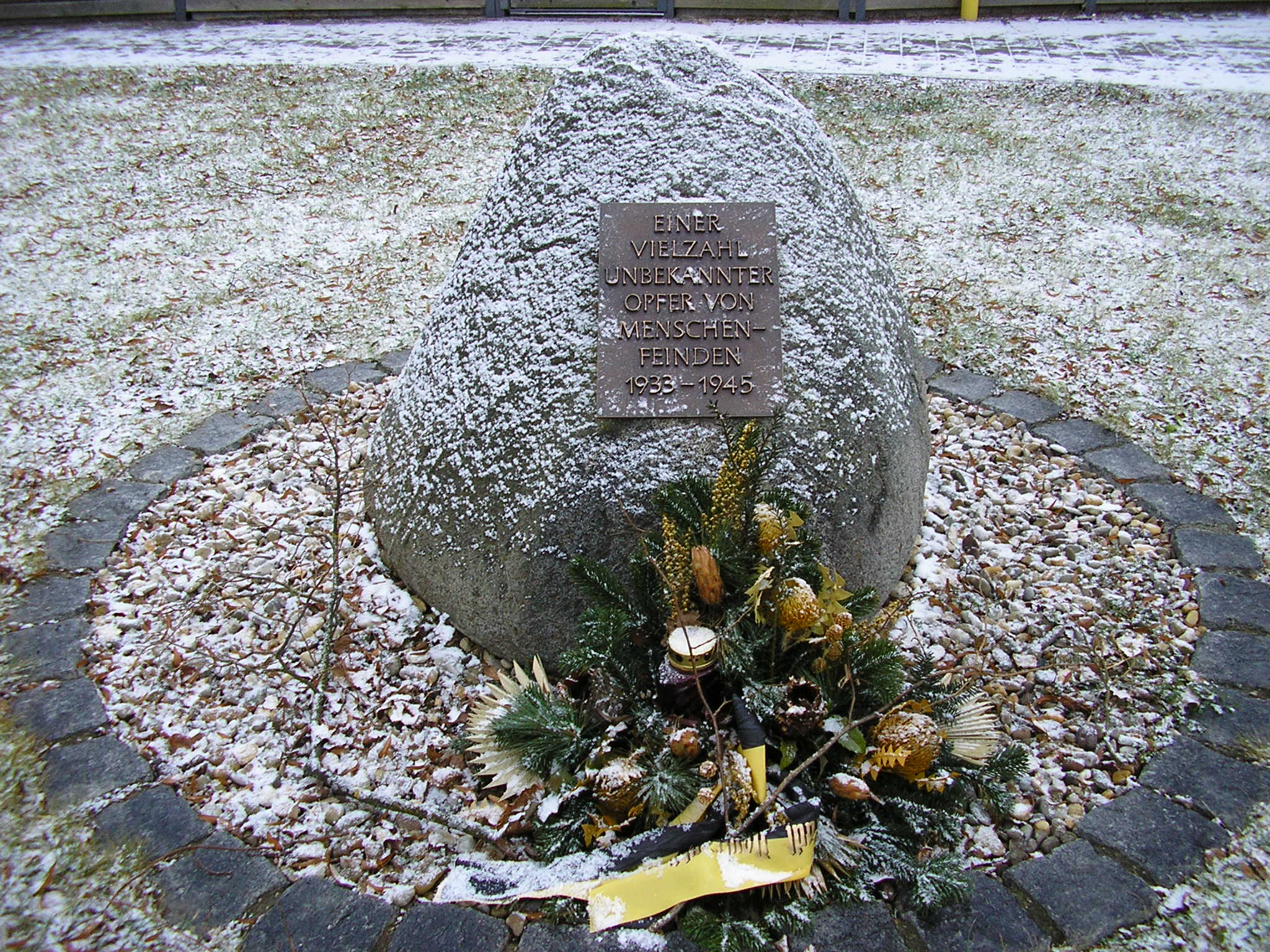
Gedenkstein von 2006, der an die Opfer des KZ-Außenlagers und an alle anderen Toten des Flugplatzes erinnern soll.

Seit dem Jahr 2006 steht vor dem Neutraublinger Rathaus ein zwei Tonnen schwerer Findling aus Flossenbürger Granit, auf dem eine Tafel angebracht wurde mit folgender Inschrift:
„EINER VIELZAHL UNBEKANNTER OPFER VON MENSCHENFEINDEN 1933–1945“.
Seit 2006 existiert darüber hinaus ein Rundweg mit der Bezeichnung „Auf den Spuren des Flugplatzes“, in dessen Verlauf Informationstafeln Auskunft über die vormalige Nutzung des Geländes geben sollen.
Auf der offiziellen Internet-Seite der Stadt Neutraubling würde man vergebens nach einem Hinweis auf ein KZ-Außenlager bzw. auf das Zwangsarbeiterlager suchen. Dort ist nur die Rede von der Produktion der „Messerschmitt-Giganten“ bzw. der Me 262.